# Dignático
Los dignáticos es uno de los grupos (sin categoría taxonómica) en que se dividen clásicamente los Miriápodos (Clase Myriapoda) y que se caracteriza por tener dos pares de apéndices (véase apéndice) con función alimenticia: la mandíbula (1 par) y las maxilas (1 par).